# Costoia (La Coruña)
Costoia es una aldea española situada en la parroquia de Viduido, del municipio de Ames, en la provincia de La Coruña, Galicia.

## Demografía
| Gráfica de evolución demográfica de Costoia entre 2000 y 2018 |
|                                                               |
| Datos según el nomenclátor publicado por el INE.              |